# Grand désert de sable et désert de Tanami
Localisation
Le grand désert de sable et désert de Tanami est une écorégion définie par le fonds mondial pour la Nature (WWF) qui couvre une zone de plus de 800 000 km2 au nord de l'Australie-Occidentale, au centre du Territoire du Nord. Elle appartient à l'écozone australasienne et au biome des déserts et terres arbustives xériques.

## Galerie

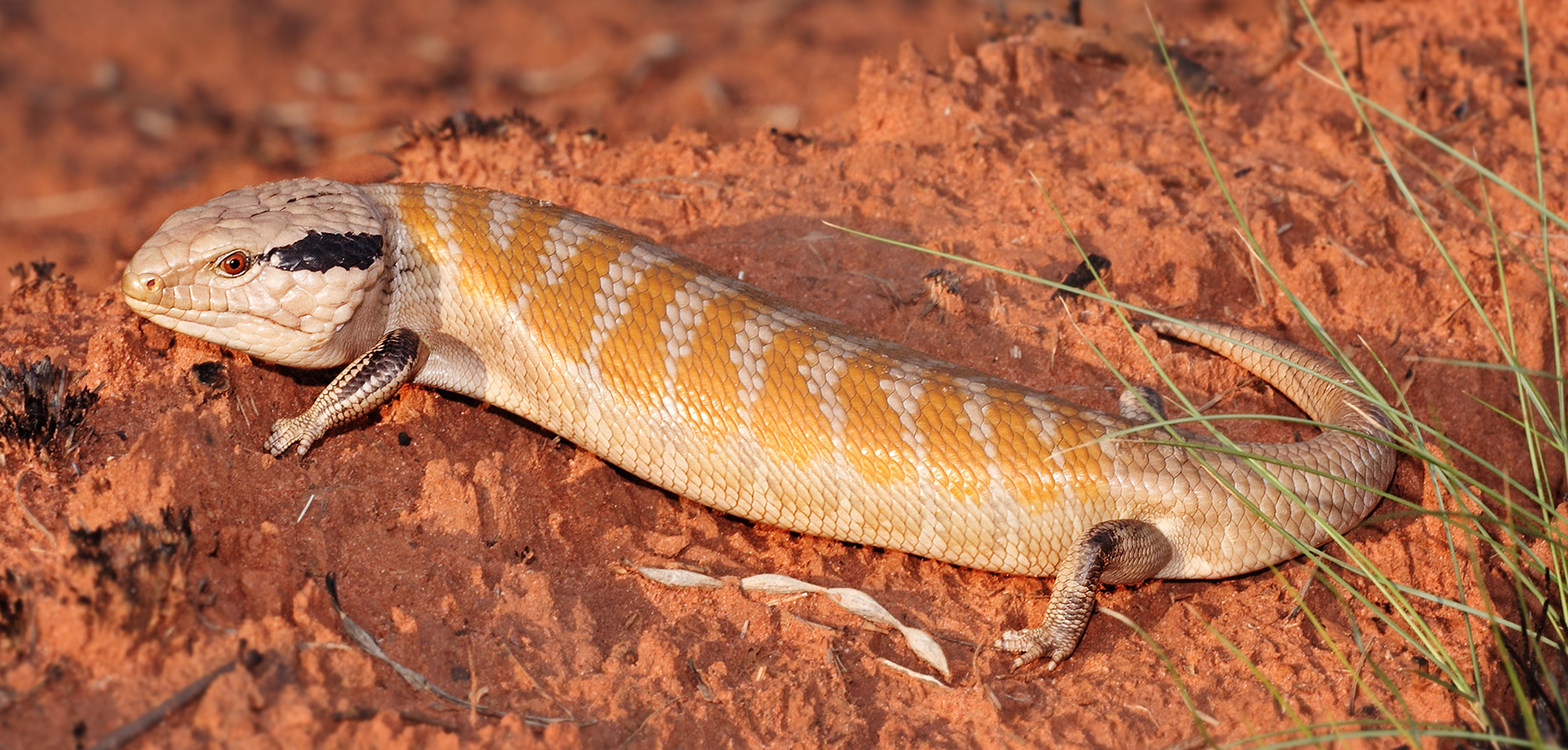
Tiliqua multifasciata
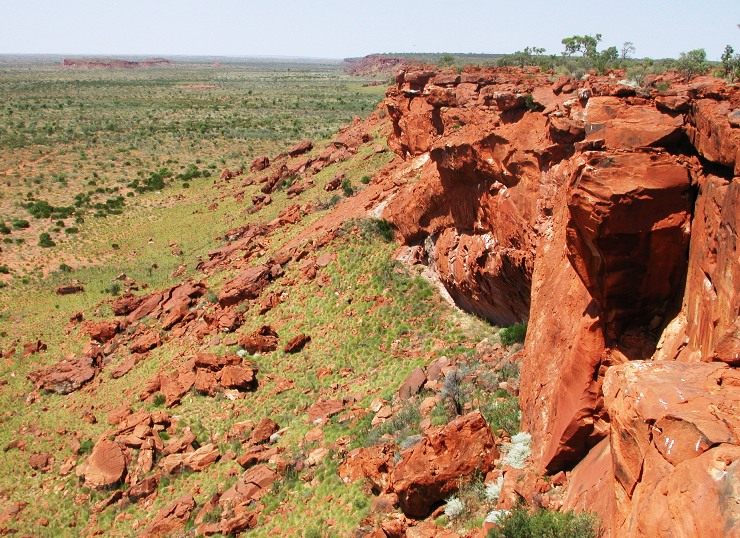
Petit Désert de Sable